# Jim Risch
Jim Risch, właśc. James E. Risch (ur. 3 maja 1943 w Milwaukee) – amerykański polityk związany z Partią Republikańską, od maja 2006 do stycznia 2007 pełnił urząd 31. gubernatora stanu Idaho. Obecnie jest młodszym senatorem z tego stanu.
Urodził się w Milwaukee w Wisconsin, ale mieszka w Idaho. Ukończył University of Idaho, zdobywając dyplom leśnika w 1965 roku. Drugi fakultet, prawo, ukończył również na tej samej uczelni w 1968.
Do polityki wkroczył w roku 1970, kiedy to został wybrany na prokuratora w Ada County, gdzie mieszka. Równocześnie z piastowaniem tej funkcji wykładał prawo na Boise State University.
Wiele czasu też spędził jako skuteczny prawnik procesowy (ang. trial lawyer) i jest uznawany za jednego z najlepszych prawników w Idaho.
W 1974 wybrano go po raz pierwszy do stanowego senatu, gdzie od 1976 pełnił różne funkcje przywódcze (np. lidera większości republikańskiej i prezydenta pro tempore tej izby). Co prawda w 1988 kandydujący z ramienia demokratów prawnik Mike Burkett pokonał go i zajął miejsce, ale Risch powrócił do senatu w 1994.
W 2002 kandydował na urząd wicegubernatora Idaho, pokonując w prawyborach zajmującego to stanowisko Jacka Riggsa i wygrywając wybory. Zajmował to stanowisko u boku gubernatora (republikanina) Dirka Kempthorne’a.
Kiedy w maju 2006 roku prezydent George W. Bush nominował Kempthorne’a na sekretarza zasobów wewnętrznych (United States Secretary of Interior), a ten, po zatwierdzeniu jego kandydatury przez Senat, objął urząd 26 maja tegoż roku, Risch został zaprzysiężony, jako pierwsza osoba w linii sukcesji, na 31. gubernatora stanu Idaho. Jego kadencja zakończyła się 1 stycznia 2007.
Mimo wcześniejszych planów Risch postanowił ostatecznie nie ubiegać się o własną kadencję gubernatorską (nominację republikanów zdobył kongresmen C. L. Otter), ale zdobył bez sprzeciwu ponowną nominację na wicegubernatora.
9 października 2007 ogłosił swoją kandydaturę w wyborach do Senatu, które odbędą się w listopadzie 2008. Starał się o zdobycie miejsca które opuści senator Larry Craig. Jego przeciwnikiem z Partii Demokratycznej był były kongresmen Larry LaRocco. Ponieważ Partia Republikańska ma ogromną przewagę nad Partią Demokratyczną w stanie Idaho, jego zwycięstwo było uważane za bardzo prawdopodobne.
4 listopada 2008 Risch pokonał LaRocco stosunkiem 57,7% do 34,1% głosów i objął miejsce w Senacie 3 stycznia 2009.
Jego żoną jest Vicki Risch. Mają trójkę dzieci i piątkę wnuków.